# María Elena Ríos
María Elena Ríos Ortíz (Santo Domingo Tonalá, Oaxaca, 1993) es una saxofonista mexicana de origen mixteco, profesora y activista en contra de la violencia hacia las mujeres. Es sobreviviente de feminicidio en grado de tentativa al sufrir un ataque con ácido.

## Familia y educación
María Elena nació en el 1993, la más pequeña de tres hijos nacidos a Bulmaro Ríos y María Ortiz. Ríos fue criada en Santo Domingo Tonalá, Oaxaca (parte de la región Mixteca) con sus dos hermanos mayores Silvia Ríos Ortiz, y Carlos Ríos Ortiz.  Su pasión por la música la llevó a formar parte de las orquesta municipal en su pueblo a los 9 años. Ríos se traslada a la ciudad de Puebla para estudiar comunicación en la universidad Benemérita Universidad Autónoma de Puebla (BUAP) y Música en el Benemérito Conservatorio de Música de Puebla. 
En el 2015 la familia Ríos se ve obligada a desplazarse de Santo Domingo Tonalá, por la presión comunitaria, después de que su hermano Carlos Ríos Ortiz apuñalara a muerte al joven de 18 años Juan Carlos Duran Camarillo.
Poco antes de esto María Elena, y su hermana Silvia Ríos, también fueron denunciadas en la fiscalía general de Oaxaca de atacar a una mujer con tijeras y navajas por su presunto amorío con su padre Bulmaro Ríos.
En el 2023 Ríos retoma sus estudios de música en la Universidad Nacional Autónoma de México (UNAM).

## Carrera
Reapareció en los escenarios en 2022 tocando el saxofón con la Banda Oaxaqueña Femenil Mujeres del Viento Florido, con el grupo de rock mexicano Maldita Vecindad en el Vive Latino; ese mismo año acompañó a Lila Downs en una presentación en el marco de la Guelaguetza en Oaxaca.
El 9 de febrero de 2023, fue invitada al concierto del cantante Alejandro Sanz en el auditorio nacional con quien interpretó el tema musical "Cuando nadie me ve".En septiembre de 2023 María Elena Ríos anuncia en lanzamiento de su propia marca de mezcal "Guerrera Mixteca".
Para el proceso electoral 2023-2024 María Ríos fue probada como candidata plurinominal suplente en las listas de Morena, por la tercera circunscripción Oaxaca. Su registro generó un intenso debate por su residencia,  y en votación dentro del pleno del Instituto Nacional Electoral  se avaló su postulación mediante acción afirmativa como persona indígena. 

## Historia

### Ataque con ácido
El 9 de septiembre de 2019, María Elena Ríos fue atacada con ácido sulfúrico por tres hombres en su casa en la comunidad Huajuapan de León. Ríos sufrió quemaduras de segundo y tercer grado en aproximadamente 80% de su cuerpo, y estuvo hospitalizada más de tres meses en el hospital Aurelio Valdivieso y después fue trasladada al Centro Nacional de Investigación y Atención de Quemados, en Ciudad de México. Las lesiones que la saxofonista recibió por causa del ataque han requerido varias cirugías, injertos de piel y múltiples tratamientos dermatológicos.
Los presuntos agresores fueron Rubén Loaiza Chávez, Rubicel Hernández Ríos y Ponciano Hernández Yescas, quienes fueron contratados por su amante el empresario y político Juan Antonio Vera Carrizal y su hijo Juan Antonio Vera Hernández.

### Relación con Juan Vera Carrizal
Juan Antonio Vera Carrizal nacido en el 1963, es un empresario gasolinero y exdiputado del PRI. Conoce a María Elena Ríos en el 2017, cuando esta comienza a laborar en la oficina de prensa del PRI en Oaxaca, y en el mismo año comienza una relación extramarital con la saxofonista.
Según las declaraciones de Ríos, recibió amenazas en varias ocasiones por parte de Vera Carrizal cuando trató de terminar su relación. Ese fue motivo por el cual Vera Carrizal y su hijo supuestamente contrataron a los tres hombres que perpetraron el ataque de ácido en su contra. Los presuntos autores materiales fueron detenidos en prisión preventiva en diciembre de 2019. Juan Antonio Vera Carrizal es considerado el autor intelectual del ataque.
Después de la denuncia pública que hizo Ríos, Vera Carrizal se dio a la fuga. El gobierno del estado de Oaxaca lanzó una recompensa para pedir informes de su paradero, además la Interpol emitió una ficha roja de localización. Vera Carrizal fue arrestado el 6 de abril de 2020, su hijo Juan Antonio Vera Hernández sigue prófugo de la justicia.

### Caso Penal por Feminicidio en tentativa
El 20 de enero de 2023, su caso volvió a ser noticia al saberse que Juan Antonio Vera Carrizal, el supuesto autor intelectual del ataque, saldría de la cárcel para cumplir prisión domiciliaria debido a complicaciones de salud, decisión tomada por parte del magistrado Eduardo Pinacho y del juez de control Teódulo Pacheco. María Elena Ríos alzó la voz ante la Cámara de Diputados, pues fuera de la cárcel no existían las garantías suficientes de que su agresor se mantuviera alejado de ella. Feministas, mujeres de la sociedad civil, integrantes de diversas colectivas y políticas realizaron movilizaciones en apoyo a María Elena Ríos.
El gobernador de Oaxaca, Salomón Jara y el presidente de México, Andrés Manuel López Obrador se pronunciaron en contra de las acciones emitidas por las autoridades, y expresan que el caso María Elena no fue juzgado con perspectiva de género y no reconoce los derechos humanos de la víctima.En una conferencia de prensa, realizada el 24 de enero en la Cámara de Diputados, María Elena Ríos, acompañada de legisladoras, solicitó la intervención de la Comisión Interamericana de Derechos Humanos y exigió la renuncia del magistrado del Tribunal de Justicia de Oaxaca, Eduardo Pinacho y del Juez Teódulo Pacheco.Finalmente, la decisión del juez de prisión domiciliaria para Vera Carrizal fue revertida.
El 3 de febrero de 2023, un juez del Tribunal Superior de Justicia de Oaxaca, rechazó reclasificar el delito de "Tentativa de Feminicidio", que solicitó la defensa de Juan Vera Carrizal.El 3 de abril de 2023, Ríos Ortiz anunció que ella y su familia ya forma parte del Mecanismo de Protección Federal para Personas Defensoras de DDHH y Periodistas.

### Poder Judicial del Estado de Oaxaca
El 5 de septiembre de 2023, el periódico Zona Roja Oaxaca divulgó en la plataforma en X, un audio de una de las audiencias del caso penal de María Elena Ríos donde la misma, se comporta de una manera grosera, interrumpiendo e insultando al Juez de Oaxaca Teódulo Pacheco Pacheco a quien categoriza como corrupto y cínico.
En respuesta al audio Ríos emite un comunicado a través de sus medios sociales, donde justifica su comportamiento ante los abusos del juez y reitera que el juez Teódulo Pacheco actuó de manera ilegal, por la cual fue removido de su caso por el magistrado de Oaxaca.
Una auditoria del parte del magistrado de Oaxaca encuentra que no hubo un comportamiento parcial en favor de la defensa de parte del juez Teódulo Pacheco Pacheco. El juez de control decidió recusarse por su propia voluntad del caso de María Elena Ríos debido al acoso mediático que recibió de parte de la víctima.
El 11 de diciembre de 2023 la Juez María Teresa Quevedo Sánchez, quien fue asignada al caso de penal de Ríos en septiembre de 2023, emitió un comunicado donde se retira del caso por la agresión y el linchamiento mediático que ha sufrido por parte de Ríos, la cual según la jueza ha puesto en peligro a su familia. Este es el tercer juez que se retira del caso por el comportamiento de María Elena Ríos.
El 14 de agosto el juez Gabriel Ramírez Montaño absolvió a Vera Carrizal y lo puso en libertad, sin embargo, horas después, El Poder Judicial del Estado de Oaxaca anuló dicha absolución, por lo que el exdiputado permanecerá en la cárcel.

## Activismo
Tras sobrevivir el ataque de ácido, María Elena Ríos ha hablado fuertemente en contra de la violencia de género. Después de su ataque, la saxofonista María Elena Ríos se ha enfrentado al sistema judicial logrando que su agresión sea reclasificada de lesiones a intento de feminicidio y ahora con otras activistas busca impulsar la creación de la Ley Ácida, también conocida como Ley Malena, para facilitar el acceso a la justicia y la reparación del daño para otras víctimas en todo el país de México.

### Ley Malena
El 6 de marzo de 2023 participó junto con la diputada Marcela Fuente Castillo y otras activistas y sobrevivientes de ataques con ácido en el congreso CDMX foro Ley Malena: No Más Violencia Ácida, que busca tipificar la violencia ácida como feminicidio.
El pasado 9 de marzo la Cámara de Diputados aprobó por unanimidad que se impongan siete a quince años de prisión a aquella persona que cause lesiones por sí mismo o por intermediarios, a otra persona, utilizando cualquier tipo de ácido, sustancia corrosiva, irritante, tóxica o líquido inflamable.La reforma contempla penas de hasta 22 años y medio contra personas que ataquen o atenten con ácido en contra de mujeres, en contra de personas con discapacidad o contra menores de edad. Esta reforma también incluye una modificación al segundo párrafo al artículo 36 de la Ley General de Víctimas, para detallar que se garantice el acceso a cirugías reconstructivas para víctimas de lesiones por ataque con ácido.
Carmen Sánchez, activista y sobreviviente de un ataque con ácido, que participó en el Foro Ley Malena, criticó la decisión de la diputada panista Aurora Sierra, de nombrar como “Malena” a la Ley Ácida en Puebla. La líder de la Fundación Carmen Sánchez resaltó que las demás víctimas no fueron consultadas sobre el cambio de nombre, y que monopolizar el nombre de la ley minimiza la lucha de las demás víctimas de ácido.
En septiembre del 2023 Elena Ríos formó parte del Congreso del Estado de Quintana Roo para promover la necesidad de tipificar la violencia ácida como forma tentativa de feminicidio en todo el país.

### Reconocimientos
María Elena Ríos fue considerada entre las 100 mujeres más poderosas en México por Forbes por su activismo y lucha social. Ríos fue reconocida por El Colectivo Mujeres en la Música A.C. y la Coordinadora internacional de Mujeres en el Arte, ComuArte, en el Instituto Nacional de Bellas Artes y Literatura con el Premio Coatlicue el 19 de marzo de 2023.

## Polémicas

### Acusación Contra Poder Prieto
María Elena Ríos como parte de su activismo se relaciona con la asociación Poder Prieto que encabezan Tenoch Huerta y Maya Zapata, un colectivo que busca concientizar y erradicar el racismo. El 8 de junio de 2023 María Elena Ríos acusa al colectivo antirracista Poder Prieto en Twitter de no pagarle por un podcast en el cual la saxofonista participó.
En su página de Twitter Poder Prieto negó haber producido y publicado el podcast, aclarando que solo recomendaron el contenido.El dueño y productor del podcast, El Feisbuk De La Malinche, emitió un comunicado en su cuenta de Twitter donde aclara que a Poder Prieto nunca tuvo la  responsabilidad del pago; mostró evidencia de seis ocasiones diferentes en las cuales contactó a María Elena Ríos por mensajes de voz y textos a través de WhatsApp para pagarle sin recibir respuesta de su parte.

### Señalamientos contra Tenoch Huerta
Entre su reclamaciones hacia el colectivo antirracista se implicó al actor y activista Tenoch Huerta. Según María Elena, el colectivo se dedicó a esconder la mala conducta de miembros como Huerta, a quien acusó de ejercer abuso emocional sobre su persona. Ríos declaró que fue víctima de ghosting, la práctica de terminar una relación personal con alguien al retirarse repentinamente cortando toda la comunicación sin explicación, de parte del actor. También dice que sufrió stealthing, un tipo de agresión sexual que consiste en quitarse el preservativo sin avisar, a manos de Huerta.
En un comunicado Tenoch Huerta niega todas las acusaciones de parte de Ríos, argumentando que mantuvieron una relación sentimental consensuada por varios meses, y que cuando término María Elena comenzó a tergiversar los hechos.
El 23 de junio de 2023, Ríos compartió un chat de una fuente anónima que implica al promotor cultural Raciel Rivas. Supuestamente en el 2019, la persona escucho una conversación entre Tenoch Huerta y Raciel Rivas sobre su pareja Ruth, quien también trabaja en la producción, donde Rivas admite haberle hecho stealthing. Según el relato, Tenoch no le rinde importancia y admite haberlo hecho también. Tras confrontarlos la mujer anónima dice que fue despedida y sus responsabilidades en el proyecto fueron entregadas a Huerta.Raciel Rivas negó las acusaciones presentadas por María Elena, su expareja Ruth Aurora Martínez, emito un video en Twitter donde dice que la información de María Elena es falsa, y niega haber sufrido stealthing por parte de Raciel Rivas durante su relación.